# ヨルノバ
『ヨルノバ』は、2020年3月30日から中国放送（RCC）で毎週月曜日の深夜に放送されている、広島県ローカルラジオのワイド番組。
コンセプトは「ラジオの中の夜の居場所」とし、中高生向け番組として放送している。

## 概要
2020年3月26日まで放送されていた『ラジプリズム』（22:00 - 24:00）と『AliceHiroshima! Fun♪Radio』（21:00 - 21:30）、『Music Flag』（21:30 - 21:45）、『DressingのNice Fantasy!!』（21:45 - 22:00）を改編する形でスタート。
なお、改編に伴い22時台からの自社製作番組が月曜のみに縮小、火曜～木曜は『荻上チキ・Session-22』をネット再開していたが、2020年9月24日をもって再びTBSからのネット受けを取りやめ、『今夜キキカジリ!ラジオせんじがら』（22:00 - 23:25）を放送開始。
番組へのメッセージは基本、公式インスタグラムのダイレクトメッセージやストーリーで募集しており、インスタが使えない学生にはFAXでの募集もしている。
中国放送の社内で新型コロナウイルス感染者が出た影響で、2020年7月13日をもって番組を休止した。打ち切りではなく感染対策の措置である為、1カ月後の8月17日に再開する予定であったが、さらに8月末まで延長すると8月3日の公式インスタグラムのライブで発表。9月7日から放送再開した。
しかし、12月にはラジオスタッフに感染者が出たため14日・21日放送分が休止となった。この際は火曜から木曜に放送している『今夜ききかじり!ラジオせんじがら』を代替とし、冒頭に自宅にて収録された田村による経緯説明とお詫び・自身の状況などを交えたコメントが放送されている。
田村は2023年10月より『イマナマ!』の月曜MCを担当することとなったが、当番組では引き続きメインパーソナリティーを担当する（ただし放送時間は35分短縮、その他街録インタビューなどへの影響もあり）。

## 放送時間
| 放送期間                 | 放送時間               | 備考                                        |
| ------------------------ | ---------------------- | ------------------------------------------- |
| 放送開始 - 2023年9月25日 | 毎週月曜 21:00 - 23:30 | 途中、22:55-23:00は中国新聞ニュースを放送   |
| 2023年10月2日-           | 毎週月曜 21:00 - 22:55 | 中国新聞ニュースを単独番組として切り離し    |
| オトノバ                 | 毎週日曜 16:30 - 16:55 | 2020年9月27日をもってオトノバの放送番組終了 |

## パーソナリティ
- 田村友里（RCCアナウンサー）
- ムカイダー・メイ（ペロペロしてやりたいわズ。 ヴォーカル、毎月第1・3週）
- KAYLLY（ダンススタジオFLEX インストラクター、毎月第2・4週）
- 塚本恋乃葉（ホリプロタレントスカウトキャラバングランプリ、2024年4月より月1レギュラーに）[7]

## コーナー
- オープニング

街頭で出会った高校生へのインタビューの音源を流す。田村の地元の呉弁を駆使しているのが特徴。当初は放送当日にインタビューした模様を流していたものの、『イマナマ!』MCに就任した2023年10月以降は"先週"や"先日"など放送日までのタイムラグが生じている。
- ヨルノバ学生リスナーとのビデオ通話

ヨルノバ学生リスナーの身の回りでどんなことが起きているのかをビデオ通話を使って直接聞いてみる。
- KAYLLYティーチング
- 紹介したいダー・メイ
- 恋乃葉のこの話

### 過去
- タムラーニング（毎週月曜21時台）最新のものに疎いという田村アナが最新の言語などを勉強するというコーナー
- メイブラリー（第1、第3月曜）ムカイダー・メイがおすすめの本を紹介するコーナー。22時台にお送りする。
- キュン差し上げます!（毎週月曜23時台）
田村がキュンとした瞬間を男性ディレクターやリスナーと共有するコーナー。
初回放送はTBS系テレビドラマ「恋はつづくよどこまでも」のキュンとした瞬間を熱演。

## テーマ曲・BGM
現在（2020年9月7日から）
- オープニング：DE DE MOUSE「don't stop the music」
- 23時前の中国新聞ニュース開始前：DE DE MOUSE「be yourself」
- 23時の時報後：KAYLLY「PERO PERO CANDY（ヨルノバVer.）」
- エンディング：Have a Nice Day!「僕らの時代」

2020年7月13日まで
- 23時の時報後：Kill The Noise「Perfect Combination (Codes Remix)」